# Ross 128b
Ross 128b is een aardachtige exoplaneet die rond de rode dwerg Ross 128 draait, op ongeveer 11 lichtjaar van het zonnestelsel. Ross 128b heeft ongeveer 1,35 keer de massa van de Aarde en een omlooptijd van minder dan tien dagen.
De planeet werd in 2017 ontdekt door Xavier Bonfils en zijn team door gebruik te maken van HARPS (High Accuracy Radial velocity Planet Searcher), een methode waarbij exoplaneten worden ontdekt door afwijkingen in de baan van sterren waar te nemen.

## Levensvatbaarheid
Wetenschappers tonen veel interesse in deze planeet omdat ze kans maakt om levensvatbaar te zijn. Hiervoor hebben ze verschillende redenen:
1. Bewoonbare zone: De planeet bevindt zich op een zodanige afstand van de ster Ross 128 dat ze de juiste temperatuur heeft om vloeibaar water te kunnen bevatten. Ze bevindt zich veel dichter bij haar ster dan de Aarde bij de Zon, maar deze ster is veel zwakker dan onze zon;
2. Aardachtige planeet: Op basis van de massa en grootte wijst onderzoek uit dat Ross 128b een aardachtige planeet moet zijn met een vast oppervlak;
3. Atmosfeer: het is nog onduidelijk of er rond de planeet een atmosfeer is en hoe deze er uit zou zien, maar op basis van metingen kunnen onderzoekers wel stellen dat de planeet een grotere kern heeft dan de aarde en dat biedt een grote kans op vulkanisme en zo een atmosfeer.

De planeet beweegt vanuit de Aarde gezien niet voor of achter de ster langs (ze kent geen conjuncties), wat waarneming extra lastig maakt. In de nabije toekomst zal er via megatelescopen zoals de Extremely Large Telescope, de Giant Magellan Telescope of de James Webb-ruimtetelescoop duidelijkheid kunnen worden gebracht of de planeet een geschikte atmosfeer heeft voor leven of niet.